# کوان هه-هیو
کوان هه-هیو (انگلیسی: Kwon Hae-hyo؛ زادهٔ ۶ نوامبر ۱۹۶۵) بازیگر سینما و تلویزیون اهل کره جنوبی است.
از فیلم‌ها یا برنامه‌های تلویزیونی که وی در آن نقش داشته‌است می‌توان به سام سون، روز بعد،  شبه جزیره و دلقک تاجدار اشاره کرد.